# Uxama Barca
Uxama Barca era una antigua ciudad, perteneciente a la tribu de los autrigones, situada en Caranca de Valdegovía, Álava (España). El nombre de Uxama, que con los siglos ha derivado en Osma (localidad vecina), es de origen indoeuropeo, precéltico o céltico: en efecto, Uxama era un término usado entre los pueblos de lenguas precelta o celta para denotar el significado de "la más alta".
Es mencionada por primera vez por el historiador romano Claudio Ptolomeo, como una ciudad autrigona.
La ubicación exacta del castro es la correspondiente al poblado de "Castros de Lastra", ya que es el más posibilidades ofrece según historiadores y arqueólogos.

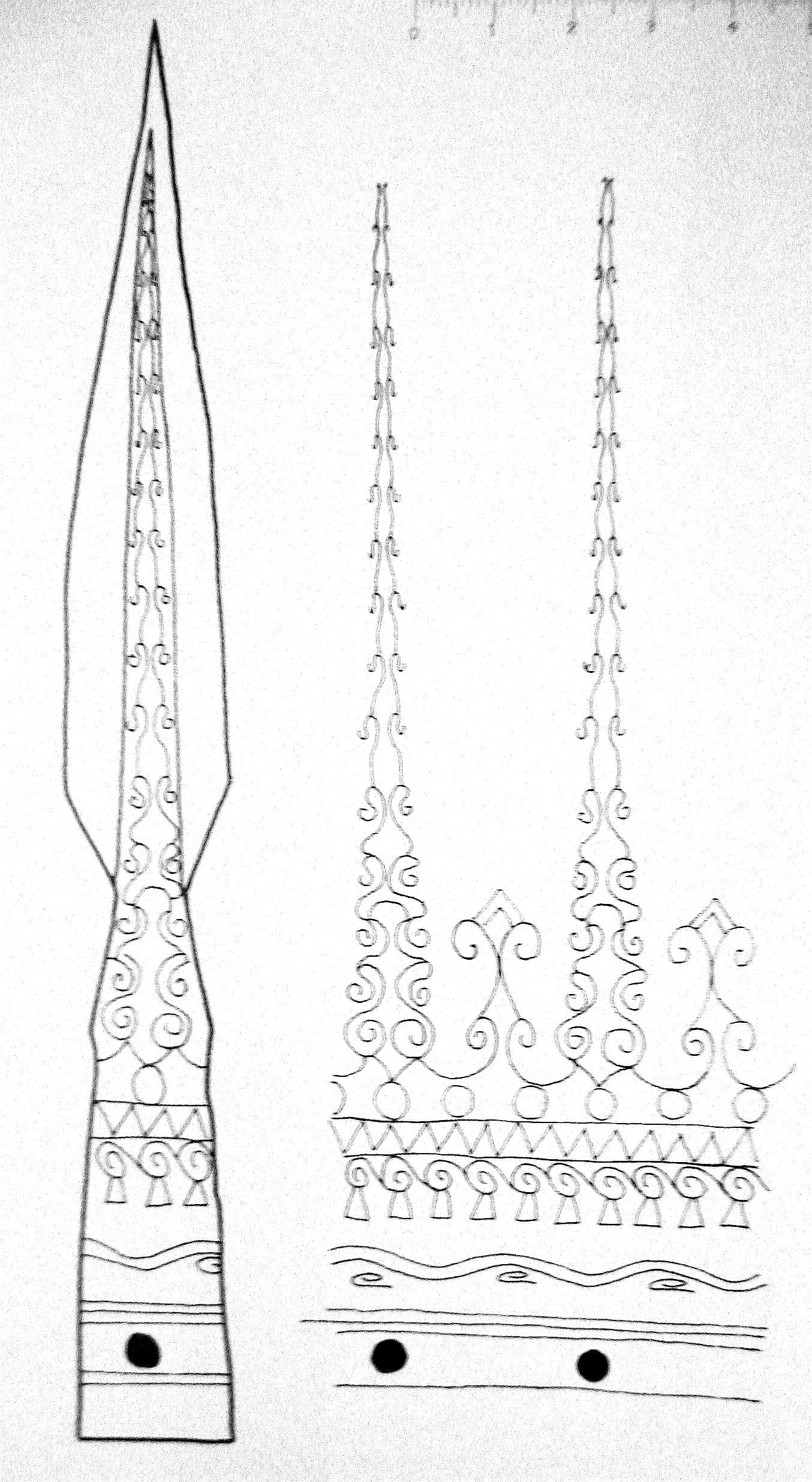

Los autrigones eran una tribu prerromana, de nombre posiblemente celta, establecida en el norte de la península ibérica. Geográficamente situados, en la parte oeste de Vizcaya y Álava, este de Cantabria y norte de la provincia de Burgos.
Entre los hallazgos materiales de este yacimiento destacan cierto número de monedas atribuidas a la ciudad de Uxama Barca, ya que en esa época la moneda era emitida por la urbe y no por la etnia, llevan la leyenda u uarkas, escrita usando signario ibero, ya que los pueblos celtófonos carecía de alfabeto propio.
Igualmente una punta de lanza profusamente decorada con incrustaciones de plata, con características muy de gusto céltico, mezclando motivos curvilíneos con otros rectilíneos como dientes de lobo, actualmente expuesta en el Museo de Armería de Álava.